# Pallavolo Lugano
Le Pallavolo Lugano est un club suisse de volley-ball basé à Lugano. Il évolue au plus haut niveau national (Ligue Nationale A, LNA).

## Palmarès
- Championnat de Suisse (2)
- Champion 2014
  - Champion : 2013
  - Finaliste : 2012
- Coupe de Suisse (2)
  - Vainqueur : 1992 et 2013
  - Finaliste :2014
- Supercoupe de Suisse (0)
  - Vainqueur :2013
  - Finaliste :

### Saison 2013-2014
| No                                       | Nom                                      | Date de naissance                        | Taille                       | Poids                        | Poste                        |
| ---------------------------------------- | ---------------------------------------- | ---------------------------------------- | ---------------------------- | ---------------------------- | ---------------------------- |
| 2                                        | Jukka Lehtonen                           | 22 février 1982                          | 197                          | 88                           | Central                      |
| 3                                        | Nathan Roberts                           | 17 février 1986                          | 200                          | 87                           | Réceptionneur-attaquant      |
| 4                                        | Alejandro Rizo González                  | 21 septembre 1990                        | 200                          | 92                           | Attaquant                    |
| 5                                        | Joël Bruschweiler                        | 7 juin 1985                              | 195                          | 93                           | Réceptionneur-attaquant      |
| 6                                        | Andrea Gelasio                           | 23 novembre 1974                         | 190                          | 86                           | Libero                       |
| 7                                        | Srdjan Jockovic                          | 31 octobre 1987                          | 191                          | 89                           | Réceptionneur-attaquant      |
| 8                                        | David Hübner                             | 22 septembre 1981                        | 191                          | 89                           | Central                      |
| 9                                        | Nemanja Savic                            | 16 août 1990                             | 200                          | 92                           | Central                      |
| 10                                       | Urso                                     | 6 décembre 1988                          | 202                          | 110                          | Attaquant                    |
| 11                                       | Fernando Garnica                         | 19 juillet 1980                          | 190                          | 86                           | Passeur                      |
| 12                                       | Romolo Mariano                           | 19 décembre 1991                         | 195                          | 70                           | Réceptionneur-attaquant      |
| 14                                       | Kaspar Bürge                             | 8 juillet 1993                           | 191                          | 77                           | Passeur                      |
| 15                                       | Nikola Rošić                             | 5 août 1984                              | 192                          | 85                           | Libero                       |
| 16                                       | Benjamin Lerch                           | 23 février 1993                          | 200                          | 90                           | Attaquant                    |
| 17                                       | Dennis Lerch                             | 22 avril 1994                            | 197                          | 90                           | Réceptionneur-attaquant      |
| 18                                       | Adam Simac                               | 9 août 1983                              | 203                          | 101                          | Central                      |
|                                          |                                          |                                          |                              |                              |                              |
| Encadrement technique                    | Encadrement technique                    |                                          | Légende                      | Légende                      | Légende                      |
| Entraîneur : Mario Motta                 | Entraîneur : Mario Motta                 | Entraîneur : Mario Motta                 | : Capitaine                  | : Capitaine                  | : Capitaine                  |
| Entraîneur(s) adjoint(s) : Marco Camperi | Entraîneur(s) adjoint(s) : Marco Camperi | Entraîneur(s) adjoint(s) : Marco Camperi | : Joueur blessé actuellement | : Joueur blessé actuellement | : Joueur blessé actuellement |

| Équipe type : Energy Investments Lugano                                                                    |
| \| Garnica · # 11 Roberts · # 3 Simac · # 18 Urso · # 10 Bruschweiler · # 5 Lehtonen · # 1 Rošić · # 15 \| |
| Garnica · # 11 Roberts · # 3 Simac · # 18 Urso · # 10 Bruschweiler · # 5 Lehtonen · # 1 Rošić · # 15       |

| Garnica · # 11 Roberts · # 3 Simac · # 18 Urso · # 10 Bruschweiler · # 5 Lehtonen · # 1 Rošić · # 15 |

## Joueurs majeurs
- Massimiliano Decio